# جان فرانسیس کرادوک، اولین بارون هاودن
جان فرانسیس کرادوک، اولین بارون هاودن (انگلیسی: John Cradock, 1st Baron Howden; ۱۱ اوت ۱۷۵۹  – ۲۶ ژوئیهٔ ۱۸۳۹ (۷۹ سال) ) نظامی و سیاست‌مدار اهل پادشاهی متحد بریتانیای کبیر و ایرلند بود. وی همچنین برندهٔ جوایزی همچون نشان حمام شده‌است.